# Rattus andamanensis
Rattus andamanensis is een rat (Rattus) die voorkomt in Zuidoost-Azië.
Rattus andamanensis komt voor van Oost-Nepal, Noordoost-India (Sikkim, West-Bengalen, Arunachal Pradesh, Nagaland en Meghalya) en Zuid-China (Yunnan, Guangxi, Fujian, Hongkong en Hainan) tot de Landengte van Kra in Zuid-Thailand. Ook leeft het op de Thaise eilanden Koh Tao, Koh Pha-Ngan, Koh Samui en Koh Kra, op de Andamanen en op Car Nicobar, het noordelijkste eiland van de Nicobaren.
Deze soort werd meestal als een ondersoort of een "ecologische vorm" van de zwarte rat (R. rattus) gezien, tot dit dier in 1983 een aparte soort werd gemaakt, R. sikkimensis Hinton, 1919. In regionale artikelen werd deze soort onder vele namen gegeven: R. koratensis Kloss, 1919 in Thailand en Noord-Vietnam, R. remotus (Robinson & Kloss, 1914), een eilandvorm, in Thailand en R. sladeni (Anderson, 1879) in Zuid-Vietnam. De laatste naam, sladeni, is in feite gebaseerd op een Aziatische zwarte rat (R. tanezumi). In 2005 werd ontdekt dat de oudste naam voor deze soort R. andamanensis (Blyth, 1860) is, uit de Andamanen. Andere namen die nu met R. andamanensis worden geassocieerd zijn burrulus Miller, 1902, flebilis Miller, 1902, hainanicus G.M. Allen, 1925, holchu Chaturvedi, 1965, klumensis Kloss, 1916, kraensis Kloss, 1916, en yaoshanensis Shih, 1930.
R. andamanensis is een grote rat met een lange staart, een bruine rug en een witte buik. Deze soort heeft een grote schedel met kleine bullae en grote kiezen. Vrouwtjes hebben 12 mammae.
Aziatische zwarte rat (Rattus tanezumi)
· Bruine rat (Rattus norvegicus)
· Engganorat (Rattus enganus)
· Nillubergrat (Rattus montanus)
· Polynesische rat (Rattus exulans)
· Rattus adustus
· Rattus andamanensis
· Rattus arfakiensis
· Rattus argentiventer
· Rattus arrogans
· Rattus baluensis
· Rattus blangorum
· Rattus bontanus
· Rattus burrus
· Rattus ceramicus
· Rattus colletti
· Rattus detentus
· Rattus elaphinus
· Rattus everetti
· Rattus facetus
· Rattus feileri
· Rattus feliceus
· Rattus fuscipes
· Rattus giluwensis
· Rattus hainaldi
· Rattus halmaheraensis
· Rattus hoffmanni
· Rattus hoogerwerfi
· Rattus jobiensis
· Rattus koopmani
· Rattus korinchi
· Rattus leucopus
· Rattus losea
· Rattus lugens
· Rattus lutreolus
· Rattus macleari
· Rattus marmosurus
· Rattus mindorensis
· Rattus mollicomulus
· Rattus mordax
· Rattus morotaiensis
· Rattus nativitatis
· Rattus nikenii
· Rattus niobe
· Rattus nitidus
· Rattus novaeguineae
· Rattus ombirah
· Rattus omichlodes
· Rattus osgoodi
· Rattus palmarum
· Rattus pelurus
· Rattus pococki
· Rattus praetor
· Rattus pyctoris
· Rattus ranjiniae
· Rattus richardsoni
· Rattus sakeratensis
· Rattus salocco
· Rattus sanila
· Rattus satarae
· Rattus simalurensis
· Rattus sordidus
· Rattus steini
· Rattus stoicus
· Rattus taliabuensis
· Rattus tawitawiensis
· Rattus timorensis
· Rattus tiomanicus
· Rattus tunneyi
· Rattus vandeuseni
· Rattus verecundus
· Rattus villosissimus
· Rattus xanthurus
· Zwarte rat (Rattus rattus)